# Vol Continental Airlines 1404
Le 20 décembre 2008, le Boeing 737-500 assurant le vol Continental Airlines 1404, un vol intérieur régulier de passagers reliant Denver, dans le Colorado, et Houston, au Texas, subit une violente sortie de piste alors qu'il décolle de l'aéroport international de Denver, causant deux blessés graves et 36 blessés non critiques parmi les 115 personnes à bord, ainsi que la perte complète de l'appareil.

## Avion

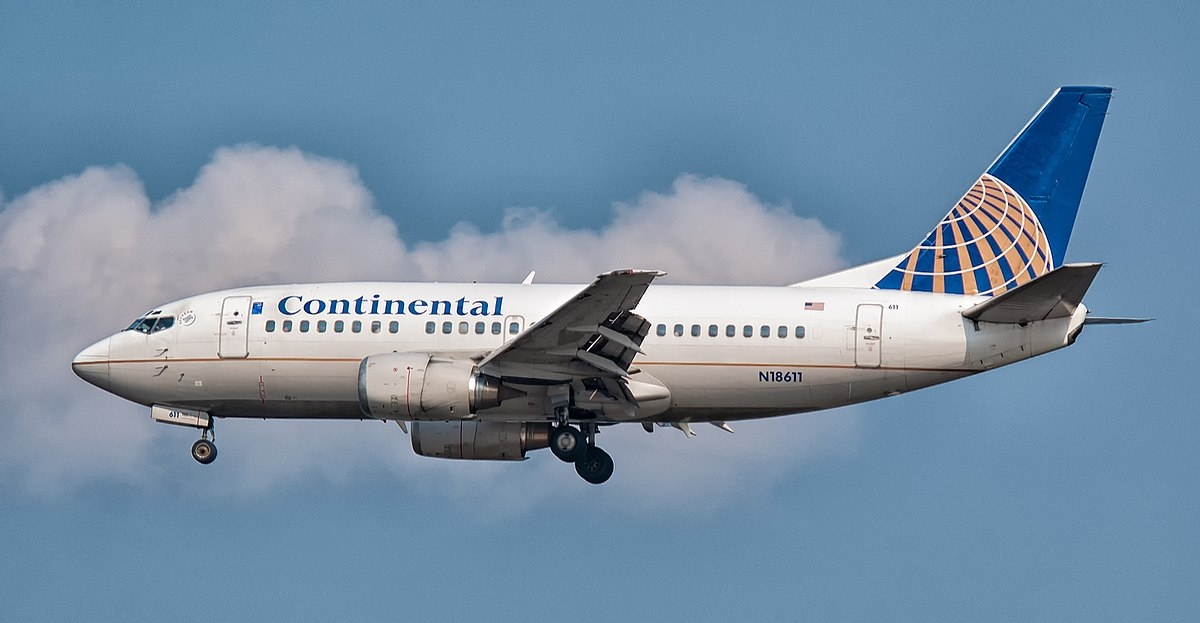
Le Boeing 737-524 impliqué dans l'accident (N18611), ici photographié à l'aéroport national Ronald-Reagan en 2006-09.

L'appareil impliqué était un Boeing 737-524, immatriculé N18611 (numéro de série 27324), qui a effectué son premier vol le 31 mai 1994 et qui, au cours de ses 14 années de service, cumulé environ 27 324 heures de vol et 21 511 cycles (décollage/atterrissage). 
Cet avion de ligne court/moyen-courrier a été construit par Boeing en 1994 et a été livré à Continental Airlines le 14 juin de cette année. Il était équipé de deux moteurs CFM International CFM56-3B1.

## Accident
Le samedi 20 décembre 2008 à 18 h 18 (heure locale), après avoir été autorisé au décollage sur la piste 34R de l'aéroport international de Denver, le Boeing 737 du vol 1404, immatriculé N18611, a dévié sur le côté de la piste avant de déraper à travers une voie de circulation et une voie de service, pour terminer sa course dans un ravin de 12 m de profondeur, à plusieurs centaines de mètres de la piste. L'avion a pris feu à un moment donné au cours de son dérapage.
Malgré la confusion qui régnait au niveau des services du contrôle aérien, les pompiers arrivèrent relativement rapidement sur les lieux, l'avion s'étant immobilisé près de l'une des quatre casernes de l'aéroport. À leur arrivée, la partie droite de l'avion était en feu alors que les passagers se précipitaient vers la partie gauche, assistés par les membres de l'équipage et un pilote de Continental Airlines en repos dans la cabine, ce dernier effectuant plusieurs allers et retours de l’épave pour s’assurer que tout le monde était hors de l’avion,.

L'épave de l'avion
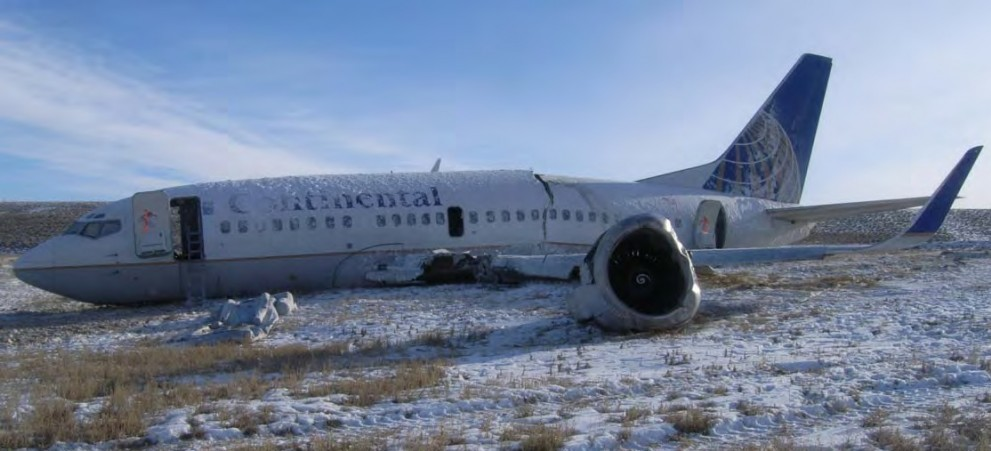
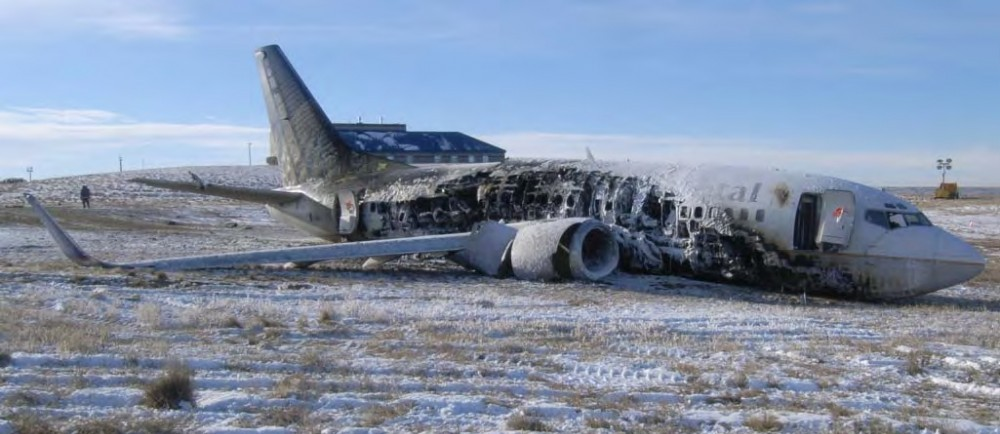

L'appareil a été gravement endommagé dans l'accident. En effet, le fuselage était fissuré juste derrière les ailes, le moteur numéro 1 et le train d'atterrissage principal avaient été cisaillés et le train avant s'était effondré. L'incendie a fait fondre les compartiments à bagages supérieurs sur les sièges.

### Blessés
Sur les 110 passagers et 5 membres d'équipage à bord, 47 ont été blessés, dont plusieurs avec des fractures, bien que tous les passagers aient survécu. Le lendemain matin, moins de sept personnes étaient toujours hospitalisées. 
Le commandant de bord, David Butler (50 ans), faisait partie des blessés graves. Il a été hospitalisé pour des blessures importantes au dos et plusieurs fractures. Le copilote, Chad Levang (34 ans), a été légèrement blessé lors de l'accident.

## Enquête

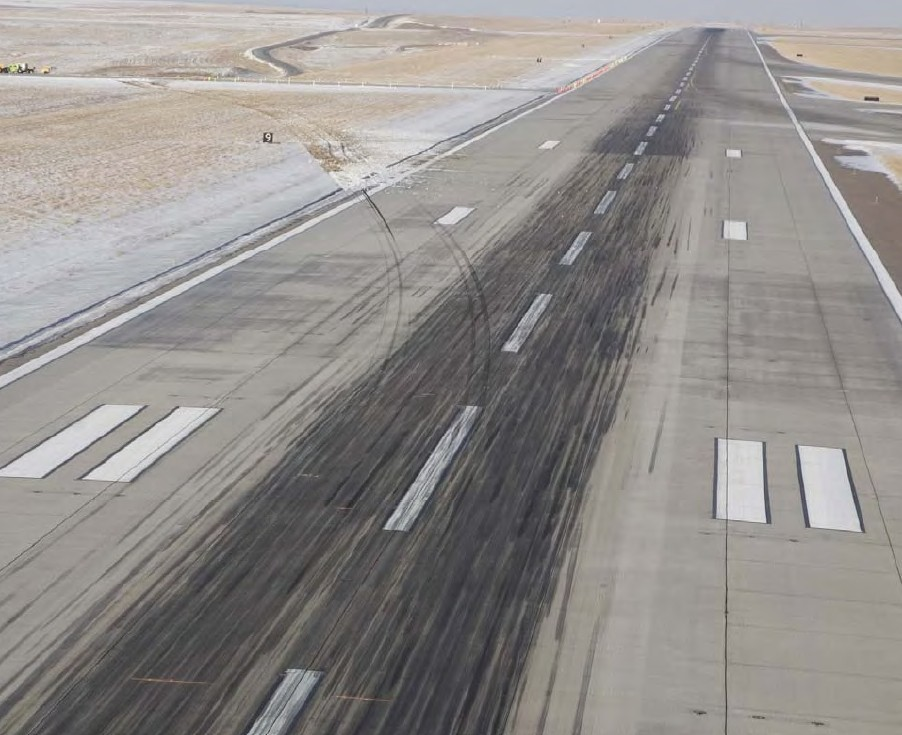
Les traces laissées par le Boeing 737 lorsqu'il a dévié de la piste.

Les boîtes noires de l'avion ont été retrouvées dans l'épave dans un état assez correct. L'enregistreur phonique (CVR) n'a révélé aucun problème apparent avant 41 secondes après le relâchement des freins de l'avion, juste avant le décollage. À ce stade, un bruit de choc peut être entendu et l'équipage interrompt le décollage quatre secondes plus tard. Les deux enregistreurs ont cessé de fonctionner six secondes plus tard (avant l’arrêt de l’avion).
Lors d'une interview, le copilote a déclaré aux enquêteurs qu'il n'était au courant d'aucun problème jusqu'à ce que l'avion accélère entre 87 et 90 nœuds (161 et 167 km/h), lorsqu'il s'est éloigné de l'axe de la piste et a effectué un « virage soudain à gauche ». Le commandant de bord et l'officier pilote de ligne avaient tous les deux des dossiers de sécurité propres au moment de l'accident et étaient des pilotes expérimentés.
Selon un premier bulletin météorologique, il n'y avait ni neige, ni glace sur la piste, mais il y avait un vent de travers de 31 nœuds (57 km/h) juste avant l'accident.
Selon les premières hypothèses, l'avion aurait pu subir un dysfonctionnement du train d'atterrissage, ce qui aurait pu provoquer un blocage des roues pendant la course au décollage, et par conséquent, conduit à la sortie de piste. Des responsables du NTSB ont déclaré qu'au début du décollage, les moteurs de l'avion semblaient fonctionner correctement, ses pneus étaient gonflés et les freins ne semblaient pas avoir été défaillants ou autrement défectueux, concluant que le train d'atterrissage n'avait posé aucun problème.
En juillet 2009, le NTSB annonce que l'enquête se porte désormais principalement sur une éventuelle rafale de vent ou un cisaillement de vent très violent sur la piste au moment du décollage. Les vents soufflaient du nord-ouest allant d'environ 24 à 27 nœuds (45 à 50 km/h) et des rafales atteignant presque 32 nœuds (60 km/h) juste avant que l'avion commence son décollage vers le nord. Le 737 a une limitation de vent de travers pour un décollage de 33 nœuds (61 km/h) sur une piste sèche.
De plus, le Boeing 737 du vol 1404 était équipé de winglets, des structures incurvées et relevées situées à l'extrémité des ailes. Cependant, le NTSB a indiqué que le fabricant et l'installateur des winglets montés sur l'avion avaient indiqué qu' « une composante maximale démontrée du vent de travers est de 22 nœuds pour 737-500 équipé de winglets ».
Contrairement aux données de vent « moyennes » communiquées aux pilotes de l'incident, l'enquête du NTSB a révélé qu'un capteur à une extrémité de la piste montrait un vent de travers de 40 nœuds (74 km/h), avec une analyse montrant que l'avion avait été touché avec une rafale de 45 nœuds (83 km/h). En plus d'être beaucoup plus élevées que les données communiquées aux pilotes lorsqu'ils se préparaient pour le décollage, ces valeurs étaient également beaucoup plus élevées que l'industrie du transport aérien utilisait dans la formation des pilotes. Le NTSB a également reçu un rapport analysant 250 327 départs impliquant des 737-500 et a constaté que seulement 4 de ces départs (moins de 0,002 %) avaient connu un vent de travers supérieur à 30 nœuds (56 km/h), ce qui signifie qu'il était tout simplement impossible pour un pilote professionnel d'avoir une expérience réelle avec des vents traversiers n'importe où près de la vitesse qui a frappé le vol 1404 de Continental Airlines ce jour-là. Le NTSB estime que c'est la raison pour laquelle le pilote pensait que ses commandes de la gouverne ne fonctionnaient pas, décidant de ne plus actionner sur le palonnier et de se concentrer plutôt sur d'autres actions inadéquates à la situation.
Le 13 juillet 2010, le NTSB, dans son rapport final, détermine que la cause probable de cet accident est l'arrêt de la pression sur le palonnier droit par le commandant de bord, ce qui était nécessaire pour maintenir la maîtrise de l'avion dans l'axe de la piste, environ 4 secondes avant la sortie de piste, lorsque l'avion a rencontré un fort vent de travers qui a dépassé la formation et l'expérience du commandant de bord ainsi que la capacité de résistance normale de l'avion. Un facteur contributif était l'insuffisance d'information sur le vent fournie aux pilotes et le manque de procédures l'exigeant.
En réponse au rapport du NTSB, la FAA a demandé à l'industrie du transport aérien d'ajuster les protocoles de formation aux vents traversiers pour les pilotes et a demandé aux contrôleurs de fournir aux pilotes de multiples sources d'informations sur le vent, plutôt que des moyennes.
14 recommandations de sécurité ont été émises par le NTSB à la suite de l'accident et de la publication du rapport final(p62-63),,.

## Médias
L'accident a fait l'objet d'un épisode dans la série télévisée Air Crash nommé « Le coupable des Rocheuses » (saison 19 - épisode 7).

### Vidéos
- (en) [vidéo] Fox News Channel, « Continental Flight 1404 Skids Off Denver Runway », sur YouTube.
- (en) [vidéo] AP Archive, « Investigators Enter Jet Wreckage in Denver », sur YouTube.
- (en) [vidéo] AP Archive, « Passengers Escape Burning Jet in Denver; 38 Hurt », sur YouTube.
- (en) [vidéo] AP Archive, « Odd Sounds Heard Before Denver Plane Crash », sur YouTube.
- (en) [vidéo] « 1404 Continental Crashed at takeoff 737 removal », sur YouTube.
- (en) [vidéo] CBS, « "Black Boxes" Recovered », sur YouTube.
- (en) [vidéo] AP Archive, « NTSB: Crew Audible on Denver Plane Black Boxes », sur YouTube.
- (en) [vidéo] AP Archive, « Passengers File Lawsuit Over Jet Crash », sur YouTube.
- (en) [vidéo] AIRBOYD, « Continental Airlines Flight 1404 Runway Excursion NTSB Sunshine Meeting », sur YouTube.
- (en) [vidéo] Smithsonian Channel, « A Plane Runs Into Trouble as It Prepares for Take Off », sur YouTube.